# My World 2.0
Cet article concerne la deuxième partie du premier album de Justin Bieber. Pour la première partie, voir My World (album de Justin Bieber).
Singles
My World 2.0 est la seconde partie du premier album studio en deux parties du chanteur canadien Justin Bieber. Cet album est la suite de l'album My World, sorti le 17 novembre 2009 aux États-Unis. Sa sortie était prévue pour le 23 mars 2010 aux États-Unis et pour le 22 mars 2010 en France.

## Historique
Justin Bieber a expliqué, dans une interview accordée a un journaliste de Billboard pendant le Z100's Jingle Ball concert de 2009 à New York, la raison pour laquelle il a décidé de séparer son premier album en deux parties. Bieber a déclaré que personne ne souhaite attendre « plus d'un an et demi » pour avoir de la nouvelle musique, il a donc été décidé qu'il serait mieux de diviser l'album en deux parties. L'album a été vendu à plus de 4 millions d'exemplaires dans le monde.
Baby, le premier single de l'album, featuring Ludacris est sorti le 18 janvier 2010. Il a très vite été diffusé à la radio. La chanson est le titre de Justin ayant obtenu les meilleurs résultats jusqu'à aujourd'hui[pas clair]. Elle a atteint respectivement la troisième et la cinquième place dans les hit-parades au Canada et aux États-Unis, tout en rentrant dans les hit-parades d'autres pays comme le Royaume-Uni. Elle s'est classée en tête des ventes en France, détrônant Stromae qui était au top depuis 9 semaines.

## Pistes
| N° | Titre                                  | Producteur(s)                 | Durée |
| -- | -------------------------------------- | ----------------------------- | ----- |
| 1  | Baby (featuring Ludacris)              | Tricky Stewart, The Dream     | 3:34  |
| 2  | Somebody To Love                       | The Stereotypes               | 3:40  |
| 3  | Stuck In The Moment                    | The Stereotypes               | 3:42  |
| 4  | U Smile                                | Jerry Duplessis, Arden Altino | 3:16  |
| 5  | Runaway Love                           | Mel & Mus                     | 3:32  |
| 6  | Never Let You Go                       | Bryan-Michael Cox             | 4:24  |
| 7  | Overboard (featuring Jessica Jarrell)  | Midi Mafia                    | 4:11  |
| 8  | Eenie Meenie (featuring Sean Kingston) | Benny Blanco                  | 3:22  |
| 9  | Up                                     | The Messengers                | 3:54  |
| 10 | That Should Be Me                      | The Messengers                | 3:52  |

## Certifications
| Pays                  | Certification | Ventes/Équivalence |
| --------------------- | ------------- | ------------------ |
| Canada (Music Canada) | 3 × Platine   | 240 000            |
| États-Unis (RIAA)     | 4 × Platine   | 4 000 000          |
| Singapour (RIAS)      | Platine       | -                  |

## Historique de sortie
| Pays            | Date         | Label             | Format               | Édition             |
| --------------- | ------------ | ----------------- | -------------------- | ------------------- |
| Pologne         | 19 mars 2010 | Universal Music   | CD, digital download | Standard            |
| Allemagne       | 19 mars 2010 | Universal Music   | CD, digital download | Standard, My Worlds |
| France          | 22 mars 2010 | Universal Music   | CD, digital download | My Worlds           |
| Canada          | 23 mars 2010 | Universal Music   | CD, digital download | Standard            |
| États-Unis      | 23 mars 2010 | Island Records    | CD, digital download | Standard            |
| Australie       | 26 mars 2010 | Universal Music   | CD, digital download | My Worlds           |
| Grande-Bretagne | 21 mars 2010 | Mercury Records   | Digital download     | My Worlds           |
| Grande-Bretagne | 22 mars 2010 | Mercury Records   | CD                   | My Worlds           |
| Brésil          | 23 mars 2010 | Universal Records | CD, digital download | My Worlds           |